# Sven Olving
Sven Olving, född 11 september 1928 i Tallinn i Estland, död 1 mars 2016 i Göteborg, var en svensk professor och tidigare rektor för Chalmers Tekniska högskola.

## Biografi
Sven Olving, som avlade studentexamen i Sigtuna 1947, blev civilingenjör i elektroteknik vid Chalmers 1952, teknologie licentiat där 1957 och teknologie doktor samt docent i elektroteknik där 1960. Han var anställd vid SKF 1947–1948 och vid Elektroskandia i Göteborg 1949–1952. Därefter var han forskningsassistent vid Chalmers 1952–1955, biträdande lärare i ultrakortvågsteknik där 1955–1957, tillförordnad laborator i elektronik där 1957–1960, associerad professor vid Cornell university i New York 1960–1961, laborator i elektronik vid Chalmers 1961–1963, professor i elektronfysik II där från 1963, prorektor där 1966–1974 samt slutligen rektor där 1974–1989.
Olving var styrelseordförande i AB Volvofinans 1980–1994, styrelseledamot i Götabanken 1987–1993, vice ordförande där och ordförande för västra regionen där från 1976, styrelseledamot i AB Electrolux 1967-96, i Societé Européenne pour la formation d'ingenieurs (SEFI) i Bryssel 1975–1981, i AB Götaverken från 1977, i Svenska Varv AB från 1977, i Svenska Varv Development AB (Swedyards development corp.) 1978–1984, av Styrelsen för teknisk utveckling 1977–1989, i Celsius Industri AB från 1977, i Göteborgs högskoleregion från 1977, av Universitets- och högskoleämbetet 1980–1983, i Telefon AB L M Ericsson 1980–1996, i Boliden AB 1982–1987, i Götaverken Energy Systems 1983–1990, i ABB Hafo 1989–1993, i Trelleborg AB från 1987, i Catena och i Adtec AB 1991–1994.
Sven Olving invaldes som ledamot av Ingenjörsvetenskapsakademien (avd. XI) 1972, var vice preses där 1978–1980, preses där 1989–1991, blev ledamot av Kungliga Vetenskapsakademien 1986, ledamot av Kungliga Vetenskaps- och Vitterhetssamhället i Göteborg 1976 och av Sigma Xi i USA.

## Utmärkelser
Olving blev hedersmedlem vid Fellow Imperial College of Science and Technology i London 1978, filosofie hedersdoktor vid University of Strathclyde i Glasgow 1989 samt vid Tallinns tekniska universitet 1991. FrPAcad 1981, ChalmersM 1991 och Göteborgs stads förtjänsttecken 1991.

## Familj
Sven Olving var son till Verner Olving och Toni Olving, född Laas. Han gifte sig första gången 29 september 1950 med socionom Eha Engman (1928–1987), dotter till kammarskrivare Louis Engman och Marianne Engman, född Evardt, och andra gången 1997 med Birgitta Holmström (född 1936).

### Fotnoter
1. 1 2  Tjeckiska nationalbibliotekets databas, NKC-ID: mzk20201094059, läst: 22 februari 2022.[källa från Wikidata]
2. ↑  Tjeckiska nationalbibliotekets databas, NKC-ID: mzk20201094059, läst: 19 december 2022.[källa från Wikidata]
3. ↑  Dödsannons Familjesidan.
4. ↑  Vem är det : Svensk biografisk handbok 1979, P A Norstedt & Söners Förlag, Stockholm 1978 ISBN 91-1-785002-9 ISSN 0347-3341, s. 804
5. ↑  ratsit.se